# Eds församling, Härnösands stift
Eds församling är en församling i Ådalens kontrakt i Härnösands stift. Församlingen ingår i Sollefteå pastorat och ligger i Sollefteå kommun i Västernorrlands län.

## Administrativ historik
Församlingen har medeltida ursprung. 
Församlingen var till 1 maj 1918 annexförsamling i pastoratet Sollefteå och Ed som från omkring 1400 utökades med Multrå församling och från 1600-talet till 1873 Långsele församling och mellan 1673 och 1873 Graninge församling. Från 1 maj 1918 till 1962 utgjorde församlingen ett eget pastorat. Från 1962 till 2002 annexförsamling i pastoratet Resele och Ed. Församlingen ingick mellan 2002 och 2021 i Ådals-Liden, Junsele, Resele och Eds pastorat. Församlingen är sedan 2021 del av Sollefteå pastorat.

## Kyrkor
- Eds kyrka